# راسيل شورت
راسيل شورت (بالإنجليزية: Russell Short)‏ هو منافس ألعاب قوى أسترالي، ولد في 7 مايو 1969 في Poowong, Victoria ‏ في أستراليا.

## روابط خارجية
- راسيل شورت على موقع الاتحاد الدولي لألعاب القوى (الإنجليزية)
- راسيل شورت على موقع النتائج التاريخية لألعاب القوى الأسترالية (الإنجليزية)
- راسيل شورت على موقع Paralympic.org (الإنجليزية)
- راسيل شورت على موقع IPC.InfostradaSports.com (مؤرشف) (الإنجليزية)
- راسيل شورت على موقع اللجنة البارالمبية الأسترالية (الإنجليزية)